# Mikuláš Konopka
Mikuláš Konopka (ur. 23 stycznia 1979 w Rymawskiej Sobocie) – słowacki lekkoatleta specjalizujący się w pchnięciu kulą. Złoty medalista halowych mistrzostw Europy, dwukrotny złoty medalista młodzieżowych mistrzostw Europy, mistrz świata juniorów, wielokrotny uczestnik seniorskich mistrzostw świata i igrzysk olimpijskich.

## Przebieg kariery
W 1996 roku wywalczył 5. miejsce w finale juniorskich mistrzostw świata, jak również zdobył srebrny medal rozgrywanych rok później juniorskich mistrzostw Europy. W 1998 roku w czasie mistrzostw świata juniorów rozgrywanych w Annecy sięgnął po złoty medal w swej specjalności, niedługo po tym sukcesie wziął udział w seniorskich mistrzostwach Europy – swój występ zakończył na 10. miejscu w grupie podczas fazy eliminacyjnej. Uczestniczył w młodzieżowych mistrzostwach Europy w Göteborgu, na których wywalczył złoty medal. Na halowym europejskim czempionacie w Gandawie awansował do finału, który z kolei ukończył na 8. miejscu.
Podczas igrzysk olimpijskich rozgrywanych w Sydney odpadł w eliminacjach – w tej fazie zmagań osiągnął rezultat 18,99 m, z którym zajął 13. miejsce w grupie i 23. miejsce w gronie wszystkich zgłoszonych do startu lekkoatletów.
W 2001 roku obronił wywalczony dwa wcześniej tytuł młodzieżowego mistrza Europy. W tymże roku zadebiutował na mistrzostwach świata seniorów, swój występ zakończył w fazie eliminacji, zajmując 10. miejsce w grupie. W 2002 sięgnął po brązowy medal halowych mistrzostw Europy, który został mu odebrany po tym, jak udowodniono stosowanie przez Słowaka stanozololu – wskutek wykrycia substancji dopingowych w organizmie Konopka został zdyskwalifikowany na dwa lata.
Na igrzyskach olimpijskich w Atenach uzyskał w eliminacjach wynik 20,32 m i awansował do finału. W samym finale zaś uzyskał w najlepszej próbie wynik 19,92 m i zajął 10. miejsce (został o pozycję wyżej przesunięty po dyskwalifikacji za doping Jurija Biłonoha).
W 2005 roku był finalistą halowych mistrzostw Europy, jak również mistrzostw świata – konkursy te ukończył odpowiednio na 6. i 9. miejscu. W 2007 roku zdobył złoty medal halowego europejskiego czempionatu, w finale tych zmagań osiągnął w najlepszej próbie wynik 21,57 m – tym samym ustanowił nowy rekord Słowacji w pchnięciu kulą. W 2008 roku słowacki lekkoatleta został dożywotnio zdyskwalifikowany, ponownie z powodu stosowania dopingu (w organizmie sportowca wykryto metandienon) – był to pierwszy w historii słowackiej lekkoatletyki przypadek dożywotniej dyskwalifikacji zawodnika.

## Osiągnięcia
| Rok     | Zawody                              | Miasto            | Miejsce | Wynik |
| ------- | ----------------------------------- | ----------------- | ------- | ----- |
| 1996    | Mistrzostwa świata juniorów         | Sydney            | 5.      | 17,33 |
| 1997    | Mistrzostwa Europy juniorów         | Lublana           | srebro  | 17,63 |
| 1998    | Mistrzostwa świata juniorów         | Annecy            | złoto   | 18,50 |
| 1998    | Mistrzostwa Europy                  | Budapeszt         | 10. H   | 18,63 |
| 1999    | Uniwersjada                         | Palma de Mallorca | 8.      | 18,38 |
| 1999    | Młodzieżowe mistrzostwa Europy      | Göteborg          | złoto   | 19,60 |
| 2000    | Halowe mistrzostwa Europy           | Gandawa           | 8.      | 19,45 |
| 2000    | Igrzyska olimpijskie                | Sydney            | 13. H   | 18,99 |
| 2000    | Finał Grand Prix IAAF               | Doha              | 8.      | 18,98 |
| 2001    | Młodzieżowe mistrzostwa Europy      | Amsterdam         | złoto   | 19,79 |
| 2001    | Mistrzostwa świata                  | Edmonton          | 10. H   | 18,89 |
| 2001    | Uniwersjada                         | Pekin             | 5.      | 19,51 |
| 2002    | Halowe mistrzostwa Europy           | Wiedeń            | DSQ     | N/A   |
| 2004    | Puchar Europy (II liga)             | Nowy Sad          | złoto   | 19,87 |
| 2004    | Igrzyska olimpijskie                | Ateny             | 9.      | 19,92 |
| 2005    | Halowe mistrzostwa Europy           | Madryt            | 6.      | 19,95 |
| 2005    | Puchar Europy (I liga)              | Gävle             | brąz    | 20,04 |
| 2005    | Mistrzostwa świata                  | Helsinki          | 9.      | 19,72 |
| 2005    | Światowy finał IAAF                 | Monako            | 6.      | 19,29 |
| 2006    | Halowe mistrzostwa świata           | Moskwa            | 8. H    | 19,91 |
| 2006    | Puchar Europy (II liga)             | Bańska Bystrzyca  | złoto   | 19,71 |
| 2006    | Mistrzostwa Europy                  | Göteborg          | 7. H    | 19,65 |
| 2007    | Halowe mistrzostwa Europy           | Birmingham        | złoto   | 21,57 |
| 2007    | Mistrzostwa świata                  | Osaka             | 8. H    | 19,63 |
| 2007    | Światowe wojskowe igrzyska sportowe | Hajdarabad        | 5.      | 18,61 |
| Źródło: |                                     |                   |         |       |

W latach 1998–2006 zdobył siedem tytułów mistrza kraju, w tym cztery złote medale halowego czempionatu.

## Rekordy życiowe
Rekord życiowy zawodnika w pchnięciu kulą to 21,57 m i został ustanowiony 3 marca 2007 roku w Birmingham, jest to obowiązujący do dziś rekord Słowacji.